# 8 aC

## Esdeveniments

### Imperi romà
- Es funda la ciutat alemanya de Coblença

## Naixements
- Joan Baptista

## Necrològiques
- 27 de novembre - Roma (Itàlia): Horaci, poeta llatí.